# Паневропски коридор 11
Паневропски коридор 11 (Аутопут Е763 Београд-Јужни Јадран) је предлог за проширење мреже паневропских коридора, који се изводи у складу са Стратегијом развоја железничког, друмског, водног, ваздушног и интермодалног транспорта у Републици Србији у периоду од 2008. до 2015. године.
Аутопут Е763 Београд-Јужни Јадран дужине 269 километара, представља везу између Србије и Црне Горе, а у ширем контексту повезује Румунију, Србију, Црну Гору и Италију.
Коридор 11 повезаће све од Темишвара, преко Вршца, Београда, Чачка, Пожеге, Подгорице све до Бара одакле ће морским путем преко Јадрана бити повезан са Баријем у Италији.

## Деонице аутопута Београд – Јужни Јадран:
- Београд - Обреновац
- Обреновац - Уб
- Уб - Лајковац
- Лајковац - Љиг ( Доњи Бањани)
- Доњи Бањани - Бољковци
- Бољковци - Таково
- Таково - Прељина
- Прељина - Пријевор
- Пријевор - Лучани
- Лучани - Пожега
- Пожега - Бољаре

## Финансије
- За Деоницу Љиг – Прељина, вредност радова: 308 милиона евра (кредит Републике Азербејџан)

- ЗА Деоница Деоницу Уб – Лајковац финансира се из буџета Републике Србије у износу од 73 милиона евра

- Дужина трасе од Београда до границе са Црном Гором је 270 км.

## Деоница Љиг-Прељинa
Деоница Љиг-Прељина,дужине 40,36 км,састоји се из три деонице
Деоница Доњи Бањани - Бољковци - дужине 10,72 км
Деоница Бољковци – Таково - дужине 12,57 км и
Деоница Таково – Прељина - дужине 17,07 км
Грађевинска фирма Азвирт, из Азербејџана, је главни извођач радова на овом делу трасе.
На траси се налази велики број објеката, од којих су:
5 тунела:Голубац(дужине 125м), Велики Кик(дужине 200м), Савинац(дужине 270м), Шарани(дужине 885м), Брђани (дужине 445 м)
78 мостовских конструкција и надвожњака укупне површине од 60.000 m².
40 регулација водотокова са делимичним измештањем корита река у дужини од 21,5 км,
46 потпорних зидова укупне дужине од око 6,1 км, 28 заштитних зидова од буке укупне дужине од око 7,3 км
Траса Љиг-Прељина је део аутопута Е – 763 је пројектована као брдско – долинска варијанта.
Предвиђена изградња две петље Таково и Прељина,као и три одмаралишта током пута.
Пројектну документацију израдили су Саобраћајни институт ЦИП и Институт за путеве Србије.
Уговором о кредиту предвиђено је да азербејџанска фирма буде носилац посла, док ће домаћа оператива бити ангажована у физичкој реализацији посла у односу од минимум  49% од укупне уговорене вредности радова.
Уговорени радови су "суштински завршени" у року, 25.10.2016.
Деоница у дужини од 40,36 км је пуштена у саобраћај 07.11.2016.

## Деоница Уб-Лајковац
На деоници аутопута Е 763 од Уба до Лајковца у укупној дужини од 12,5 км радови се изводе дуж читаве трасе, пројектоване као брдско – долинска варијанта.
Извођач радова: Конзорцијум домаћих предузећа а.д. „Путеви Ужице“ и ГП „Планум“ а.д.
На траси је изграђено: 13 мостовских конструкција у дужини од  2.100 м, саобраћајне петље код Лајковца са прилазним саобраћајницама дужине око 9 км, укупно 11 регулација водотокова укупне дужине 5,5 км, 6 надвожњака и 4 вијадукта.
Радови су завршени 30.11.2014.
Из техничких разлога деоница не може бити пуштена у саобраћај.

## Деоница Обреновац-Уб
Инвеститор: ЈП „Путеви Србије“
За деоницу Обреновац – Уб, дужине 26,23 км уговор за изградњу је потписан са представницима компаније "Shandong Hi-speed Group".
Очекивани рок завршетка радова: прва половина 2019. године.
На овој деоници предвиђена је изградња 14 мостовских конструкција и петље Уб. Предвиђено је измештање 11 локалних путева, изградња 16 цевастих и кутијастих пропуста, као и изградња 8 потпорних зидова у које се уграђује око 4.000 m³ бетона. Такође се планира измештање и регулација 17 постојећих речних водотокова на великом делу трасе.
Поред претходног на траси ове деонице аутопута пројектовани су зидови за заштиту од буке и једно одмориште.

## Деоница Лајковац-Љиг
Инвеститор: ЈП „Путеви Србије“
За деоницу Лајковац – Љиг, дужине 24 километара, уговор за изградњу је потписан са представницима компаније "Shandong Hi-speed Group".
На овој деоници предвиђена је изградња 16 мостовских конструкција и изградња петље Љиг. Пројектом је предвиђена изградња тунела „Бранчићи“ укупне дужине око  990 м.
На траси предметне деонице предвиђено је измештање 10 локалних путева, изградња 24 цевастих и кутијастих пропуста, као и изградња 8 потпорних зидова у које се уграђује око 4.000 m³ бетона. Врши се измештање и регулација 8 постојећих речних водотокова на великом делу трасе.
Поред претходног на траси ове деонице аутопута пројектовани су зидови за заштиту од буке и једно одмориште.

## Деоница Београд(Сурчин)-Обреновац
Инвеститор: ЈП „Путеви Србије“
За деоницу Београд (Сурчин) – Обреновац, дужине 17,58 км, уговор за изградњу је потписан са представницима компаније „China Communication Construction Company (CCCC)“. Надзор на тој деоници пута врши: Институт за путеве.
Ова деоница отворена је 17. децембра 2019. године.